# Edifico Celosía
L'Edifici Celosía, és un bloc de cases socials, situades en l'avinguda de Francisco Pi i Margall, 10, al barri de Sanchinarro de Madrid; dissenyat per l'arquitecta Blanca Lledó, es va construir entre els anys 2001-2008.

## Descripció
Es tracta d'una construcció en una àrea de 21550 metres quadrats, amb un pressupost de 12.6 milions d'euros, d'habitatges socials promoguts per l'Empresa Municipal d'Habitatge i Sòl (EMVS) de l'Ajuntament de Madrid.
Es conforma com una espècie de conglomerat de 30 volums construïts (que donen lloc a 146 apartaments) i 30 espais, concebuts com a espai d'ús veïnal, que es van intercalant-se uns amb uns altres, donant lloc a un bloc de illa tancada que al mateix temps dona una gran sensació d'espai i fluïdesa. A més es van crear 165 places de garatge. Aquesta combinació entre espai construïts i oberts és el que atorga a l'edifici el seu aspecte de gelosia, i d'aquí el seu nom.
Els volums construïts contenen habitatges que poden disposar des d'una habitació a tres, tots ells amb els espais comuns normals (cuina, lavabos, distribuïdor, passadissos i menjador). A més en existir els volums oberts tots els habitatges disposen d'almenys dues façanes, i fins i tot hi ha apartaments que compten amb tres façanes, la qual cosa incideix en la il·luminació i ventilació naturals dels apartaments.
Com en molts altres dels seus projectes residencials, l'edifici Celosía es caracteritza per presentar formes variades i innovadores, entre les quals els espais comuns de relació social són protagonistes i es converteixen en elements compositius de l'edifici. Però sense oblidar la sostenibilitat i l'eficiència energètica.
Per a la construcció es va triar el sistema motlle, ja que permet una construcció més ràpida i sostenible. Es creen unes “unitats base” i unes “unitats supletòries”, d'aquesta manera la grandària i disposició dels habitatges pot modificar-se sense que supose un cost afegit, ni un temps extra.